# Habemus Capa
Habemus Capa è il terzo album in studio del rapper italiano Caparezza, pubblicato il 24 marzo 2006 dalla EMI.
Definito dall'artista stesso «il mio disco più politico, quindi un suicidio», nonché «l'album postumo di un cantante ancora in vita», l'album ha venduto circa 40 000 copie in Italia.

## Descrizione
Sì può dire che questo sia il primo concept album del cantante, dato che l'idea di base è quella della morte di Caparezza e della successiva reincarnazione del suo spirito: nella prima traccia Caparezza "muore", come viene teorizzato nell'ultima traccia dell'album precedente, Jodellavitanonhocapitouncazzo, per poi vivere una vita diversa in ogni traccia, fino alla risurrezione e rinascita nell'ultima traccia Habemus Capa. Secondo lo stesso Caparezza, la morte dell'autore di solito porterebbe a un aumento in termini di dischi venduti, per questo ha scelto di morire mentre era ancora in vita, per guadagnare anche lui dall'evento.
Originariamente, però, il concept dell'album avrebbe dovuto essere una sorta di rilettura della Divina Commedia alla luce della società odierna, in cui ogni canzone avrebbe mostrato una particolare faccia della società e il contrappasso ad essa legato. Caparezza ha affermato di aver lasciato perdere quest'idea dopo aver scoperto come fosse difficile trovare un contrappasso convincente per ogni forma della società che intendeva criticare; tuttavia tracce di questa idea di base si possono trovare nei brani Gli insetti del podere (i politici ridotti a minuscoli insetti) e Torna Catalessi (meglio una società "catatonica" che quella attuale).
Anche l'idea di intitolare l'album Habemus Caparatzinger è stata presto accantonata: resta tuttavia il riferimento all'elezione di Papa Benedetto XVI, avvenuta nell'aprile dell'anno precedente. Il titolo si riferisce infatti alla formula Habemus Papam che proclama l'elezione del nuovo Papa, in seguito alla morte del precedente; la grammatica latina imporrebbe l'accusativo, quindi Habemus Capam o Capum, ma Caparezza ha confermato che il titolo è intenzionalmente scorretto.

## Brani

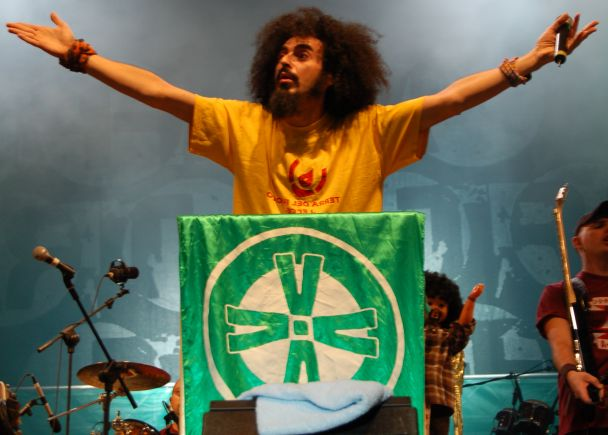
Caparezza durante l'esecuzione del brano Inno verdano durante il Traffic Festival a Torino, nel 2006

- Mors mea tacci tua ha un titolo che si rifà all'espressione latina mors tua vita mea (morte tua, vita mia), che si mescola all'ingiuria dialettale «li mortacci tua». Campiona l'ultimo verso di Jodellavitanonhocapitouncazzo, brano di chiusura del precedente Verità supposte, dove dice appunto «mamma quanti dischi venderanno se mi spengo», dando lo spunto all'idea di questo nuovo lavoro. Inoltre il brano si apre con un ulteriore campione della sua voce, preso dal brano Dualismi, penultima traccia del precedente album, prima del solo di chitarra finale.
- In Annunciatemi al pubblico Caparezza cadavere immagina i commenti dell'opinione pubblica al suo funerale, e li immagina tutti malfidati e travisanti quello che lui era stato. Tra gli altri, c'è chi lo definisce come «quello fuori dal tunnel-el-el della droga»: questo commento si riferisce all'uso fuorviante che è stato fatto del suo successo Fuori dal tunnel, come succede a molti artisti incompresi.
- In Torna Catalessi Caparezza è nei panni del padrone di un cane: la bestia in realtà rappresenta una provocazione contro il ritmo troppo frenetico della vita attuale, alla quale Caparezza preferisce piuttosto un momento di assoluta stasi: il calembour si rifà al titolo del film Torna a casa, Lassie!, con protagonista il famoso cane collie.
- Gli insetti del podere contiene una carrellata di usi e malcostumi del nostro tempo, i cui colpevoli sono rappresentati sotto forma di insetti fastidiosi e nocivi. Questi insetti sono paragonabili ai politici italiani, con un continuo doppio senso.
- In Dalla parte del toro si immagina il duello tra un toro e un torero. Queste due figure sono in realtà due metafore. Il toro rappresenta il popolo, il torero il politico o l'uomo di potere e influente. Il cantautore fa sapere già dal titolo da che parte sta.
- Ninna nanna di Mazzarò è una canzone in cui un badante tenta di tenere sveglio un bambino per salvaguardarlo da Mazzarò, famoso personaggio di Giovanni Verga, protagonista della novella La roba, il quale ha trascorso la sua esistenza ad accumulare ingordamente beni di ogni genere e che si identifica oggi in molti personaggi della classe dirigente e industriale.
- Il silenzio dei colpevoli è un brano in cui Caparezza, capovolgendo il titolo del film Il silenzio degli innocenti, invita le vittime della nostra società a far sentire la propria voce, perché secondo lui chi tace sulle malefatte altrui ne è complice («Chi tace soggiace alla volontà del loquace»). La canzone è seguita dall'intermezzo Profilo psichico.
- Ne La mia parte intollerante, in una sorta di razzismo per giusta causa, Caparezza si immedesima in un giovane studente che prende le distanze da un certo rampantismo di molti suoi coetanei.
- Inno Verdano è un brano contenente chiari riferimenti alla Lega Nord; Caparezza dà ironicamente la voce a un secessionista padano fervente e autarchico dalla bandiera verde. Compare, come neologismo, l'espressione: «Ma che cosa sta seccedendo?».
- In Epocalisse sono presenti riferimenti a gettito su altri malcostumi dei tempi odierni, inclusi numerosi episodi di cronaca e citazioni del vocabolario informatico (Gesù fa rima con yahoo = iahù). Il calembour suggerisce che si stia vivendo l'epoca dell'Apocalisse. Nella canzone è presente una sorta di dialogo tra un ragazzo che crede che quest'epoca sia la "fine del mondo" intesa come disgrazia, e un altro che crede che questo secolo sia la "fine del mondo" intesa come divertimento e sballo. Contiene un campionamento del brano Limiti, presente in Verità supposte. La canzone è seguita dall'intermezzo Tii-yan.
- In The Auditels Family Caparezza si chiede chi e dove siano coloro che col meter Auditel decidono sui destini delle trasmissioni televisive, sollevando dubbi sulla loro stessa esistenza, e quindi ipotizzando una regia occulta che manipoli i risultati e quindi i palinsesti televisivi. La musica riprende alcuni temi dell'horror umoristico, dalla famiglia Addams al Rocky Horror Picture Show. La "malatelevisione", come viene definita da Caparezza, rende gli uomini sempre più passivi, tramutando l'età della democrazia, che hanno conquistato con impegno nel corso della storia, in un'età dei "figuranti" in cui il massimo esercizio democratico per l'uomo è il voto in un reality show.[4]
- Ti giri è una satira diretta ai telegiornali che danno peso ad informazioni insignificanti e sull'informazione manipolata, da cui il calembour del titolo.
- In Titoli si affronta, nei panni di un broker che sfoggia un campionario di titoli di borsa di valori, il cui significato è incomprensibile ai più: satira accesa sull'economia oligarchica.
- Felici ma trimoni vede l'io narrante rappresentato da un prete. In dialetto barese «trimoni» vuol dire «stupidi»: da qui una denuncia contro gli sposalizi per interesse, all'insegna dell'appariscenza e del glamour più sfrontato. La canzone è seguita dall'intermezzo Sssaasss.
- In Sono troppo stitico, nelle sembianze di Norman Bates, Caparezza immagina il delitto di un folle che ha l'imbarazzo della scelta su come eliminare la propria donna, ma sa di poter contare sulla sua insospettabilità. Il ritornello dice «sono troppo stitico per fare lo stronzo» e prende la campionatura da un brano del Quartetto Cetra, Però mi vuole bene, che era umoristicamente incentrato sullo stesso tema.
- In Habemus Capa, nell'annunciare la sua rinascita in stile papale, Caparezza riassume ancora il suo credo musicale, e prende l'occasione per ironizzare sul suo passato artistico come Mikimix (lo si può facilmente capire nelle frasi «Ti piace Capa? Ma quello è lo scemo di Sanremo!» e «Ma sei tu Mikimix? Tu l'hai detto!»).

## Tracce
Testi e musiche di Caparezza, eccetto dove indicato.
1. Mors mea tacci tua (Intro) – 0:26
2. Annunciatemi al pubblico – 4:08
3. Torna Catalessi – 3:58
4. Gli insetti del podere – 3:59
5. Dalla parte del toro – 3:59
6. Ninna nanna di Mazzarò – 4:41
7. Il silenzio dei colpevoli – 4:08
8. Profilo psichico – 0:35
9. La mia parte intollerante – 4:23
10. Inno verdano – 3:50
11. Epocalisse – 3:55
12. Tii-yan – 0:24
13. The Auditels Family – 4:07
14. Ti giri – 3:42
15. Titoli – 3:56 (testo: Caparezza, Angelo La Bionda, Richard James Palmer – musica: Caparezza, Angelo La Bionda, Carmelo La Bionda)
16. Felici ma trimoni – 4:53
17. Sssaasss – 0:22
18. Sono troppo stitico – 3:59 (testo: Caparezza, Giovanni Giacobetti – musica: Caparezza, Luigi Cichellero, Antonio Virgilio Savona)
19. Habemus Capa – 4:24

Traccia bonus nell'edizione speciale
1. La mia parte intollerante (Boosta RMX) – 4:39

## Formazione
Musicisti
- Caparezza – voce, effetti sonori (tracce 4, 9, 10, 11, 16 e 18)
- Alfredo Ferrero – chitarra (traccia 2, 4-7, 9, 10, 13, 14, 15, 18 e 19), voce del ragno (traccia 4), banjo (tracce 7 e 19)
- Giovanni Astorino – basso elettrico (tracce 2, 5, 9, 11 e 15), basso acustico (traccia 6), violoncello (tracce 6 e 7)
- Rino Corrieri – tamburo (tracce 2 e 13), batteria acustica (tracce 5, 6, 7, 9, 14, 15 e 18), percussioni (tracce 5 e 9), piatti (traccia 11), EFX (traccia 13)
- DJ Cordella – scratch (traccia 1)
- I Banda In Estinzione – coro (tracce 2 e 8)
- I Cantori Nesi – coro (tracce 2, 3, 13, 16 e 18), coro fiabesco (traccia 6)
- Orchestra di Roma – strumenti ad arco e flauto (traccia 3), fagotto (tracce 3 e 13)
- Nicola Tescari – direzione orchestra (traccia 3)
- Holly – voce di Catalessi (traccia 3)
- Gaetano Camporeale – effetti sonori (tracce 4, 7, 9, 16 e 19), glockenspiel (traccia 6), voce malefica (traccia 11), organo (traccia 16), Rhodes e flauto (traccia 19)
- Scuola Elementare Watson – coro (traccia 6)
- Carlo Rossi – basso elettrico (traccia 7), chitarra (tracce 11, 15 e 18), armonica (traccia 11), tromba, trombone e flauto traverso (traccia 18)
- Gennaro Cosmo Parlato – voce aggiuntiva (traccia 9)
- Giulio "Grandenud" – voce recitante (traccia 15)
- Diego Perrone – voce secondaria (traccia 15)
- Le Ortiche – cori (traccia 19)

Produzione
- Carlo U. Rossi – produzione, missaggio

## Classifiche

### Classifiche settimanali
| Classifica (2006) | Posizione massima |
| ----------------- | ----------------- |
| Italia            | 5                 |

### Classifiche di fine anno
| Classifica (2006) | Posizione |
| ----------------- | --------- |
| Italia            | 79        |